# Marek Galiński (lutteur)
Marek Galiński (né le 13 mai 1951 et mort le 28 septembre 1999) est un lutteur polonais.

## Palmarès

### Championnats d'Europe
- Médaille d'argent en catégorie des plus de 100 kg en 1973